# Votkinsko umjetno jezero
Votkinsko umjetno jezero (rus. Воткинское водохранилище) akumulacijski je bazen rijeke Kame, formiran branom Votkinske hidroelektrane, 31 km jugoistočno od grada Votkinska, izgrađene 1962. godine. Punjen je od 1962. do 1964. godine. Proteže se kroz Udmurtiju i Permski kraj u Rusiji.
Umjetno jezero ima površinu od 1120 km², te volumen 9,4 milijardi kubičnih metara. Dugo je 365 km, s najvećom širinom od 9 km. Prosječna dubina je 8,4 m.

## Gospodarski značaj
Votkinski akumulacijski bazen je izrađen radi poboljšanja energetike i vodenog prometa.
Ribolov (deverika, štuka, smuđ, jez, itd.)
Gradovi Perm, Krasnokamsk, Njitva, Ohansk, Osa i Čajkovskij nalaze se na obali Votkinskog umjetnog jezera.  